# Wängi
Wängi is een gemeente en plaats in het Zwitserse kanton Thurgau, en maakt deel uit van het district Münchwilen.

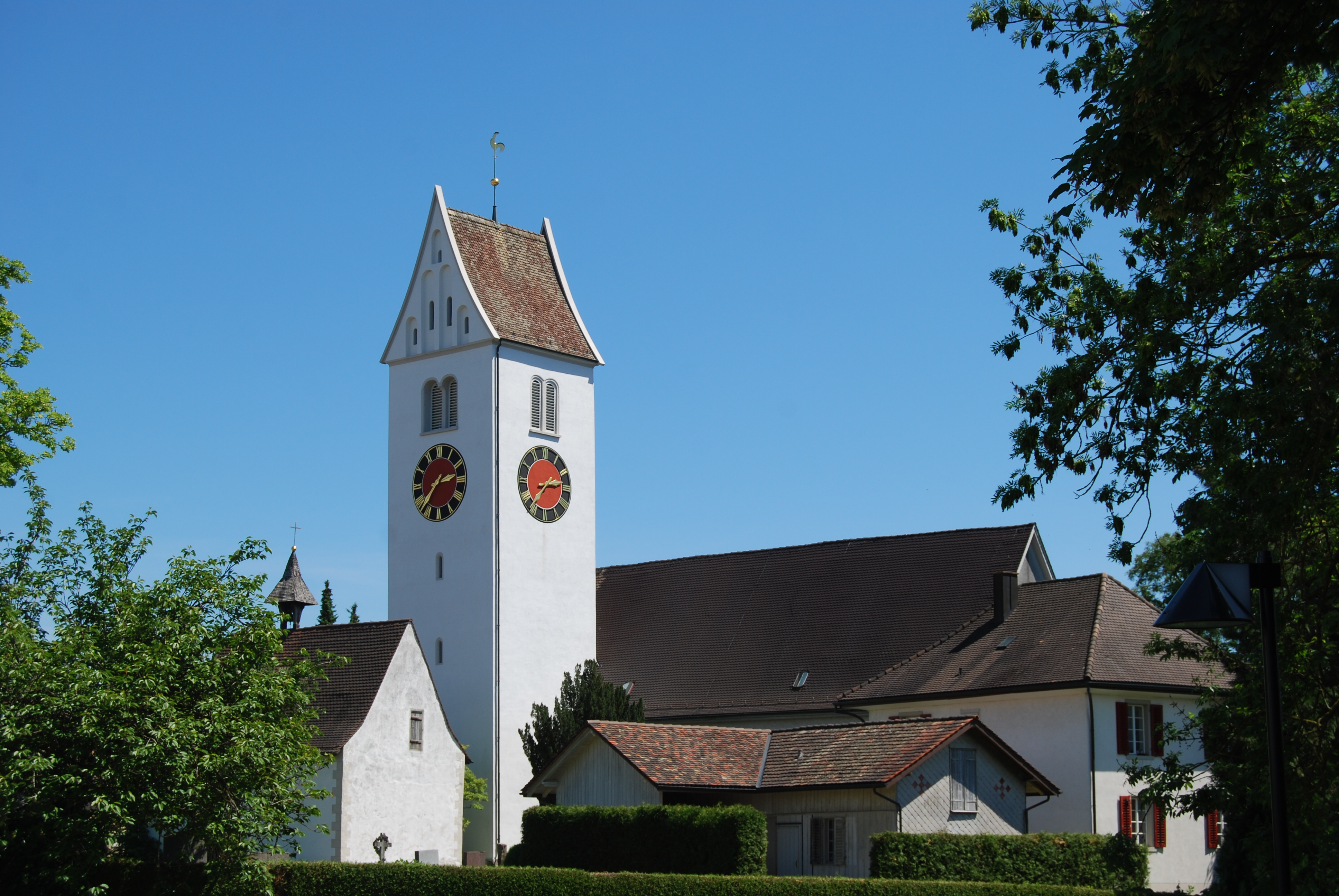
Wängi

Wängi telt 4074 inwoners.